# ماکالا
ماکالا (به انگلیسی: Makala) یک شهرک (کمونه) در ناحیه فونا در کینشاسا، پایتخت جمهوری دموکراتیک کنگو است. 